# Pretty Green
La Pretty Green è una linea di abbigliamento fondata nel 2009 da Liam Gallagher, frontman degli Oasis e dei Beady Eye.
La linea di abbigliamento, finora solo maschile, si ispira allo stile e alla cultura mod degli anni '60 e alla moda casual degli anni '80 e '90, che fonde con le tendenze contemporanee creando uno stile innovativo, non inquadrabile né nel vintage né nel modern. I designer sono Liam Gallagher e Nick Holland della Holland Esquire.
Il nome del marchio si ispira al titolo di una canzone dei Jam, gruppo rock inglese fondato da Paul Weller.
Fin dall'inizio la Pretty Green si è caratterizzata per la divisione in black label e green label. Rivolge la sua attenzione a un'ampia gamma di persone, anche coloro tradizionalmente non interessate al mondo della moda. Liam Gallagher ha dichiarato che "i vestiti sono la mia passione insieme alla musica. Non sono qui per copiare nessuno e non sono qui per i soldi. Lo faccio perché c'è una carenza di roba che io vorrei indossare".

## Premi
Pretty Green è stata eletta "Marchio maschile dell'anno" ai Drapers Award, consegnati nel dicembre 2010.